# Lubuk Selandak
Lubuk Selandak is een bestuurslaag in het regentschap Muko-Muko van de provincie Bengkulu, Indonesië. Lubuk Selandak telt 464 inwoners (volkstelling 2010).